# Dag Peterson
Dag Ingvar Peterson, född den 28 januari 1939 i Varberg, död den 14 februari 2019 i Kinna, var en svensk författare och konstnär.
Peterson utgav sex naturböcker, varav Rovfåglar och ugglor i Norden blev Årets Pandabok 2002. Han målade främst djur, särskilt fåglar. Han utförde 13 frimärksförlagor för Åland och 12 för Falklandsöarna. Ett av de åländska frimärkena blev valt  till årets vackraste frimärke år 2001. 
Dag Peterson var en framgångsrik uppfödare av berguv och kungsörn i olika projekt från 1960-talet till 2000-talet för att säkra stammen av dessa fåglar.

## Priser och utmärkelser
- 2002 – Årets Pandabok